# Michele Angelo Cianciulli
(Legge eversiva della feudalità, agosto 1806)
Michelangelo Cianciulli (Montella, 1º agosto 1734 – Napoli, 16 maggio 1819) è stato un politico e nobile italiano, noto soprattutto come promulgatore, in veste di Ministro di Giustizia dei regni di Napoli e di Sicilia, delle leggi eversive della feudalità. Fu tra l'altro Reggente delle Due Sicilie nel passaggio da Giuseppe Bonaparte a Gioacchino Murat.

## Biografia
Nato a Montella, in Irpinia, in una famiglia dell'aristocrazia locale, iniziò gli studi nel paese natale presso il Convento di San Francesco a Folloni. Iscritto dal 1751 all'Università di Napoli, dove studiò Giurisprudenza, riuscì ad inserirsi nell'ambiente dell'alta aristocrazia napoletana, assistendo come legale molti nobili illustri della città.
Nel 1780 il re Ferdinando IV di Napoli lo nominò censore del nuovo Collegio degli avvocati, istituito allo scopo di controllare e mettere ordine nell'avvocatura. Nel 1789 lo stesso re lo nominò magistrato e solo due anni dopo, nel 1791 ottenne la carica di avvocato fiscale del Regio Patrimonio, per poi diventare a breve avvocato fiscale della Suprema Giunta degli abusi feudali e caporuota nel Sacro Regio Consiglio. 
In questi stessi anni acquistò una grande masseria con sei moggia di terreno in località Casa Schiano nel casale di San Sebastiano di Napoli (poi denominata San Sebastiano al Vesuvio).. Della grande struttura architettonica oggi resta solo la cappella di San Vito Martire denominata dai locali anche come cappella Cianciulli
Nel gennaio del 1806 diventò Reggente del Regno di Napoli in seguito alla partenza di Ferdinando IV di Napoli, costretto a riparare in Sicilia di fronte alle truppe di occupazione francesi. Rimase in carica per due mesi, per poi affidare la corona del regno a Giuseppe Bonaparte dopo aver trattato per un'occupazione pacifica della capitale.
Nel maggio del 1806 venne nominato dal Bonaparte Ministro di grazia e giustizia e in tale veste promulgò la legge eversiva della feudalità dell'agosto del 1806. Si dedicò inoltre alla riforma giudiziaria. 
Per l'importante ruolo che rivestì sotto il sovrano Giuseppe Bonaparte è indicato quale fautore della committenza dell'antico edificio municipale del Comune di San Sebastiano al Vesuvio, oggi Casa della Cultura Cavalier Gaetano Filangieri.
Quando Giuseppe Bonaparte fu chiamato a sedere sul trono di Spagna, nominò il Cianciulli Gran dignitario dell'Ordine delle Due Sicilie e membro della Società reale per l'Accademia delle scienze.
Gli ultimi anni di attività del Cianciulli furono turbati dai contrasti con gli amministratori del Decurionato del suo paese natale, che riuscirono ad escludere Montella dal tracciato della nuova strada nazionale che congiungeva Napoli a Foggia.
Sposato con Dorotea Perillo, ebbe nove figli, fra cui Filippo, membro della commissione per la riforma del codice di procedura civile; Alessandro, assessore dei Reali Presidi di Toscana e poi giudice del tribunale di Santa Maria di Capua; e Pietro, sacerdote, cappellano del tesoro di San Gennaro e della cappella gentilizia di San Vito Martire sita a San Sebastiano al Vesuvio, in provincia di Napoli.
Morì a Napoli la domenica del 16 maggio 1819 e venne sepolto nella cappella dei Principi Colonna.